# 4820 Фей
4820 Фей (4820 Fay) — астероїд головного поясу, відкритий 15 вересня 1985 року.
Тіссеранів параметр щодо Юпітера — 3,175.